# Macrotes netricaria
Macrotes netricaria är en fjärilsart som beskrevs av Jacob Hübner 1823. Macrotes netricaria ingår i släktet Macrotes och familjen mätare. Inga underarter finns listade i Catalogue of Life.